# Протока Зради
Прото́ка Зра́ди (рос. Пролив Измены, яп. 野付水道, Ноцуке суйдо) — протока Курильських островів, що відокремлює острів Кунашир на півночі від японського острова Хоккайдо на півдні, з'єднує Кунаширську протоку на заході та Південно-Курильську протоку на сході. Довжина — близько 24 км, ширина — 15,7 км, максимальна глибина 22 м.  Названа в 1811 році офіцерами шлюпки «Діана» в пам'ять про віроломство японців, які обманом захопили росіян, що висадились на острові для поповнення запасів води й провіанту. Серед моряків були командир шлюпки капітан-лейтенант Василь Головнін, 2 офіцери та 4 матроси, які знаходились в полоні 2 роки 4 місяці.
Протока є предметом територіального спору Японії та Росії. Японія її відносить до акваторії округу Немуро префектури Хоккайдо; Росія — до Южно-Курильського міського округу Сахалінської області.
Протока часто вкрита туманом. Узимку води заповнені льодом. У західній частині протоки знаходиться банка Ноцукекітаасасе. Береги переважно низькі, мало порізані; в північній частині, біля острова Кунашир виділяється затока Зради. Зі східного боку її відокремлює Весловський півострів. На півдні протоки виділяється півострів Ноцуке-Ханто. На берегах протоки виділяються миси:
- Кунашир — Палтусів, Весло;
- Хоккайдо — Рюдзін-Сакі (Ноцуке).

У протоку впадають річки острова Кунаширу — Рікорда, Головніна, Сінна.